# Saint-Just-des-Marais
Pour les articles homonymes, voir Saint-Just (homonymie).
Saint-Just-des-Marais est une ancienne commune française  du département de l'Oise, en région Hauts-de-France. Elle fait partie de la commune de Beauvais depuis 1943.

## Toponymie
Anciennes mentions : La Chaussée-de-la-Montagne (nom révolutionnaire), Chaussée (1793), Saint-Just (1801).

## Histoire
Le 19 février 1943, la commune de Saint-Just-des-Marais est rattachée à celle de Beauvais.

## Démographie
| 1793 | 1800 | 1806 | 1821 | 1831 | 1836 | 1841 | 1846 | 1851 |
| ---- | ---- | ---- | ---- | ---- | ---- | ---- | ---- | ---- |
| 620  | 598  | 623  | 519  | 578  | 570  | 604  | 668  | 667  |

| 1856 | 1861 | 1866 | 1872 | 1876  | 1881  | 1886  | 1891  | 1896  |
| ---- | ---- | ---- | ---- | ----- | ----- | ----- | ----- | ----- |
| 706  | 778  | 850  | 926  | 1 014 | 1 077 | 1 163 | 1 214 | 1 254 |

| 1901  | 1906  | 1911  | 1921  | 1926  | 1931  | 1936  | - | - |
| ----- | ----- | ----- | ----- | ----- | ----- | ----- | - | - |
| 1 424 | 1 696 | 1 765 | 1 738 | 2 058 | 2 226 | 2 095 | - | - |